# Сто рубаља (XXII Зимске олимпијске игре)
100 руских рубља је мемориална новчаница посвечена Зимским олимпијским играма 2014. у руском Сочију. Новчаница је представљена 12. марта 2013. и у промет је пуштена 30. октобра 2013. у тиражу од 20 милиона. То је прва руска новчаница (рубља) која има вертикално ореинтиране гравуре, друга је 100 рубља посвечена Криму 2015 (припајање Крима Русији).   
План за издају меморалне новчанице је био 2009. године . Пошто је то било прво мемориално издање је требало је одабрати номинацију - 50, 100 или 500 рубља. Избор је пао на номинацију од 100 рубља, која би се издала 100 дана пре почетака Олимпијаде. У натечају суделовало је 12 студената Санкт-Петербургжке академије Уметности "Илије Рјепина" ,  где је одабрана графика Павла Бушуева. То је било друго мемориално издање након кинеских 10 јуана за Летње олимпијске игре 2008. Новчаница је зашчичена холограмом, водним печатом, микротекстом, микроцртежина, рефлексивним печатом и холограмом.  Издана је у серијама «АА», «аа», «Аа». Новчаница има сигурностни нит и водени печат. 
2015. издано је друго мемориално издање - Сто рубља (кримска серија).
| Слика                              | Слика        | Номинална вредност (рубља) | Мере (мм) | Боја       | Опис                                       | Опис                         | Датум            |
| Предња страна                      | Задња страна | Номинална вредност (рубља) | Мере (мм) | Боја       | Предња страна                              | Задња страна                 | Датум            |
| ---------------------------------- | ------------ | -------------------------- | --------- | ---------- | ------------------------------------------ | ---------------------------- | ---------------- |
|                                    |              | 100                        | 65×150    | сиње плави | сноубордер са позадином олимпијског Сочија | олимпијски стадион Жар-птица | 30. октобар 2013 |
| Легенда — 1,0 пиксел на миллиметар |              |                            |           |            |                                            |                              |                  |